# 엡솜 유얼

엡솜 유얼의 위치

엡솜 유얼(영어: Epsom and Ewell)은 잉글랜드 서리주에 위치한 비도시 자치구로 중심 도시는 엡솜이며 인구는 78,318명(2014년 기준), 면적은 34.07 km2이다.